# Тальберг, Дмитрий Германович
Дмитрий Германович Тальберг (1853—1891) — российский учёный-правовед, криминалист. Специалист в области уголовного права и уголовного процесса. Отец духовного писателя, публициста, историка Николая Тальберга (1886—1967).

## Биография
Родился в 1853 году в Киеве в семье инспектора студентов университета Св. Владимира. Окончив 2-ю Киевскую гимназию в 1870 году он поступил на юридический факультет университета Св. Владимира. В 1874 году окончил университетский курс со степенью кандидата и золотой медалью за сочинение «Тюремный вопрос в нынешнем состоянии и в частности о положении русских тюрем». С ноября 1876 года по ноябрь 1879 года состоял при университете стипендиатом для подготовления к профессорскому званию по предмету уголовного права. Служил в центральном архиве. 
С 25 июня 1880 года он был назначен исполнять должность доцента Демидовского юридического лицея по кафедре уголовного права, а после защиты 12 сентября 1880 года диссертации «Насильственное похищение чужого имущества по русскому праву: разбой и грабёж», 19 марта 1881 года был утверждён в должности. В лицее он читал курс уголовного производства. Уже 22 июля 1881 года он был утверждён исполняющим должность экстраординарного профессора и в октябре того же года направлен в полуторагодовую заграничную командировку.
Вернулся в Киев, когда 11 мая 1884 года он был избран Советом киевского университета Св. Владимира в доценты по кафедре уголовного права и стал читать уголовное судоустройство и судопроизводство. Несмотря на слабое здоровье, Тальберг непрерывно работал и написал ряд монографий, журнальных статей и рецензий. В 1887 году, после защиты докторской диссертации «Гражданский иск в уголовном суде или соединённый процесс», он был утверждён в звании ординарного профессора.
Труд этот имеет тем большее значение, что он являлся почти единственной монографией, посвящённой важному в теоретическом и практическом отношении вопросу о соединённом процессе. Другим весьма ценным трудом Тальберга является «Русское уголовное судопроизводство» (1889—1891), отличающееся широкой постановкой теоретического исследования в уголовном процессе действующего законодательства. В этом труде Тальберг старается провести мысль о невозможности ограничиться при изучении законодательства одною так называемою положительною критикой и необходимости стремиться также и к отрицательной критике, то есть к тому, чтобы дать оценку известных учреждений с точки зрения общих понятий пользы и интересов общества. «Критическое отрицательное отношение к положительному законодательству имеет за собою великую заслугу пред человечеством в истории, и этот приём всегда служит в руках научной теорий орудием против несовершенств действующих законов, которые необходимо должны изменяться под влиянием требований действительной жизни и изменяющихся условий социальной жизни общества».
Кроме указанных выше работ, Тальбергом было напечатано ещё: «Исторический очерк тюремной реформы и современные системы европейских тюрем» (1875), «Из истории ссылки и тюрем в России в царствование Александра I, с документами по этому вопросу, извлечёнными из архива министерства иностранных дел» (1878), «Историческое происхождение существующего в уложении о наказаниях деления насильственного похищения чужой собственности на два вида: разбой и грабёж» (1879), «Насильственное похищение имущества по русскому праву (разбой и грабеж)» (1880), «Вступительная лекция по уголовному процессу» (1881), «Население исправительных колоний и приютов» (1882), «О несменяемости судей во Франции» (1883), «К проекту Уложения о наказаниях» (1883), «Антропологическое учение в уголовном праве» (1885), «Исправление малолетних преступников в России» (1885), рецензия на «Курс уголовного права» И. Я. Фойницкого (1885), «Повреждение имуществ по проекту нового уголовного уложения» (1886), «О соединённом процессе» (1887) и его речь в заседании Киевского юридического общества 20 ноября 1889 года. Основные положения Судебных уставов императора Александра II составляли, по мнению Тальберга, достояние не только русской, но и общеевропейской культуры. Курс уголовного судопроизводства Тальберга, несмотря на его сравнительно небольшой объём, обладал большими достоинствами по точности и полноте передачи постановлений действующего законодательства, а также по теоретическим и историческим пояснениям.
Умер в селе Седище под Каневом 30 мая (11 июня) 1891 года. Похоронен в Киеве.

## Труды
- К вопросу о наказании // Журнал гражданского и уголовного права. – 1884. – № 5. – С. 1-10.
- Тюремный вопрос в современном его состоянии. Исторический очерк тюремной реформы и современные системы европейских тюрем. — М.: тип. М. Каткова, 1876. — 86 с.
- Насильственное похищение имущества по русскому праву. — СПб.: тип. В.С. Балашева, 1880. — 200 с.
- Исправительные приюты и колонии в России. — СПб.: тип. В.С. Балашева, 1882. — 63 с.
- Гражданский иск в уголовном суде или соединенный процесс. — 1888. — 212 с.
- Русское уголовное судопроизводство: пособие к лекциям. — Киев: тип. И.Н. Кушнерева и К°, 1889—1891 (= Тальберг, Дмитрий Германович.  Русское уголовное судопроизводство : пособіе к лекціям ординарнаго профессора императорскаго университета Св. Владиміра, доктора уголовнаго права Д. Г. Тальберга. — Киев : Высочайше утв. товарищество печат. дела и торговли И. Н. Кушнерев и К° в Москве, Киев. отд-ніе, 1889. Т. 1 : Киев : Высочайше утв. товарищество печат. дела и торговли И. Н. Кушнерев и К° в Москве, Киев. отд-ніе, 1889. — X, 318 с.).